# USS George Washington (CVN-73)
USS George Washington (CVN-73) är ett amerikanskt hangarfartyg i USA:s flotta av Nimitz-klass, det sjätte fartyget i fartygsklassen.
Fartyget är namngivet efter George Washington, USA:s förste president. Hon togs i tjänst på USA:s nationaldag, 4 juli 1992.

## Tjänstgöringshistorik
USS George Washington har under sin över 30 år långa tjänstgöringstid ingått i både Atlant- och Stillahavsflottan och haft hemmahamnar hamnar på såväl USA:s väst- och östkust.
Hon deltog i 50-årsjubileet av landstigningen i Normandie 1994. Dels genom deltagande i flottrevyn 5 juni som inspekterades av USA:s president Bill Clinton tillsammans med Storbritanniens drottning Elizabeth II och Frankrikes president François Mitterrand ombord från det brittiska kungaskeppet HMY Britannia. President Clinton steg ombord på USS George Washington för besök 5 juni samt kransnedläggning på morgonen 6 juni.
USS George Washington blev det första amerikanska hangarfartyget med atomdrift att få Yokosuka i Japan som hemmahamn. Tidigare amerikanska hangarfartyg med hemmahamn i Japan hade dessförinnan haft konventionell drift, men efter att USS Kitty Hawk (CV-63) skulle komma att tas ur tjänst kom USA och Japan 2005 överens om att tillåta ett hangarfartyg med atomdrift att baseras där. Hon anlände till Yokosuka 2008 och den 25 september 2015 avlöstes hon av systerfartyget USS Ronald Reagan (CVN-76) i rollen som det amerikanska hangarfartyget med Yokosuka som hemmahamn.
I augusti 2017 så anlände USS George Washington till Huntington Ingalls Industries varvsanläggning i Newport News, Virginia för utbyte av kärnbränsle och halvtidsmodifiering (Refueling and Complex Overhaul), ett omfattande arbete som beräknades ta fyra år. På grund av förseningar som orsakades av Covid-19-pandemin så kunde arbetet inte färdigställas förrän i maj 2023.

## Bildgalleri

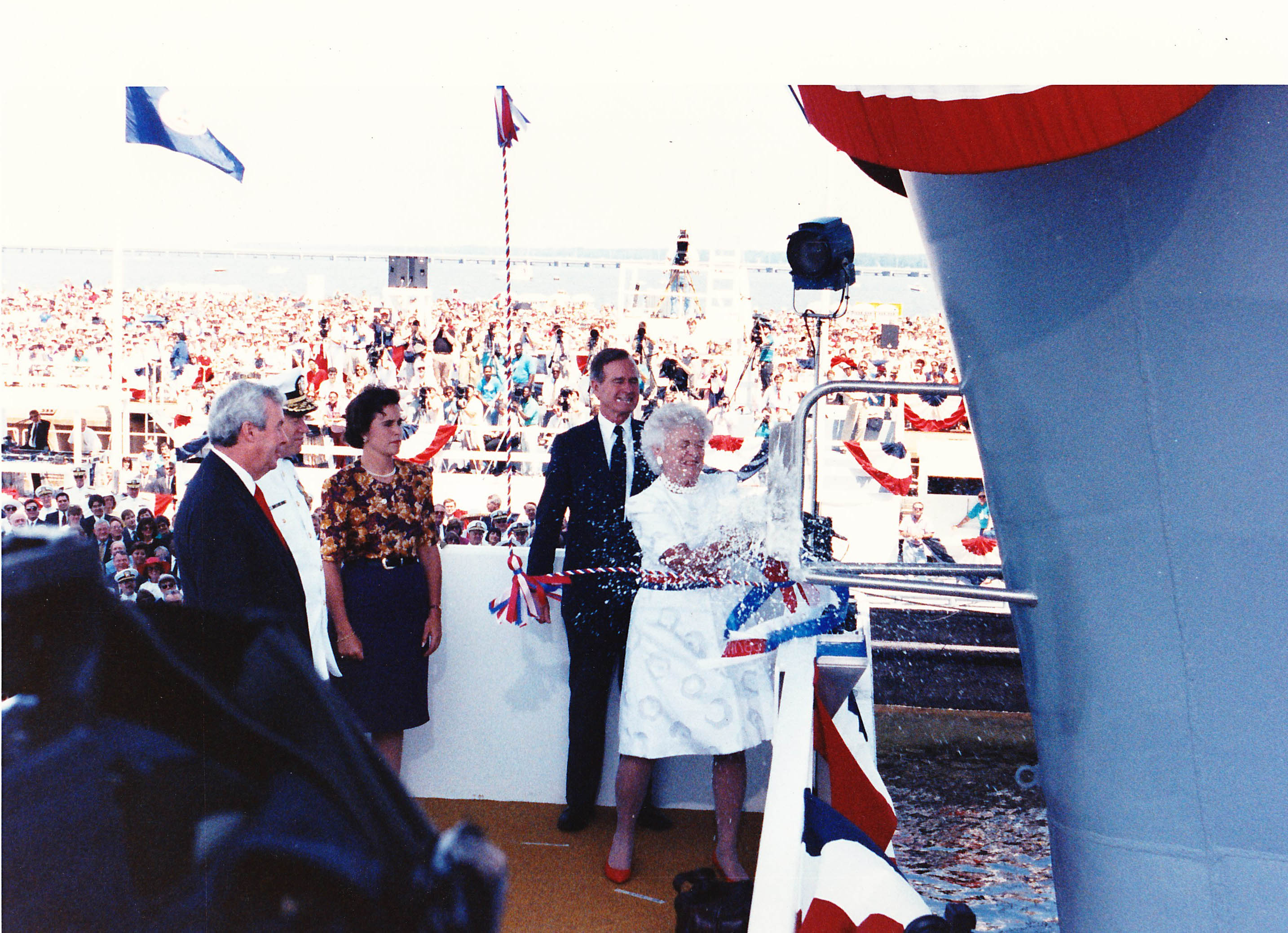
USA:s första dam Barbara Bush förrättar fartygsdopet vid Newport News Shipbuilding, 21 juli 1990.
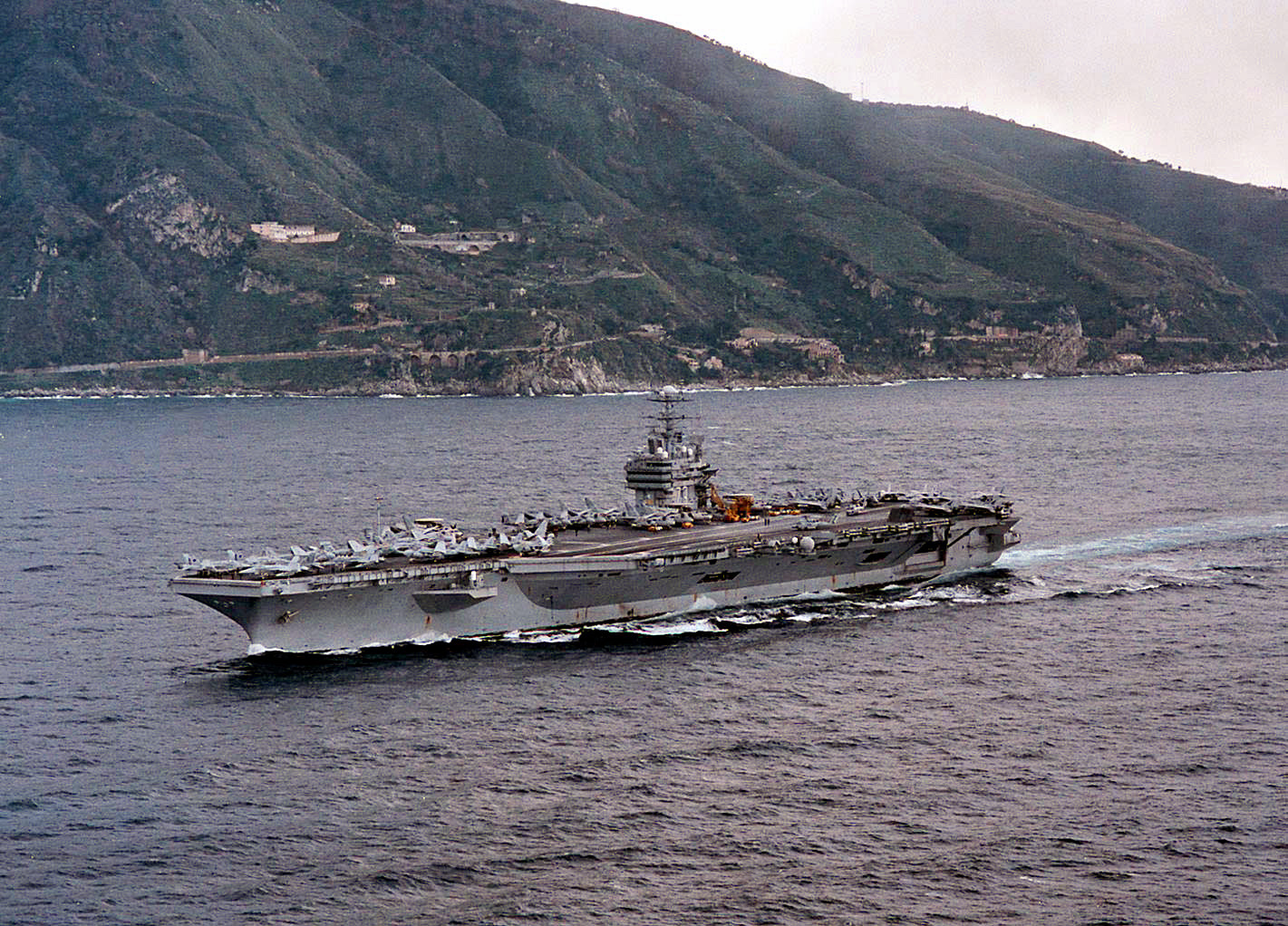
USS George Washington passerar genom Messinasundet, 5 mars 1996.
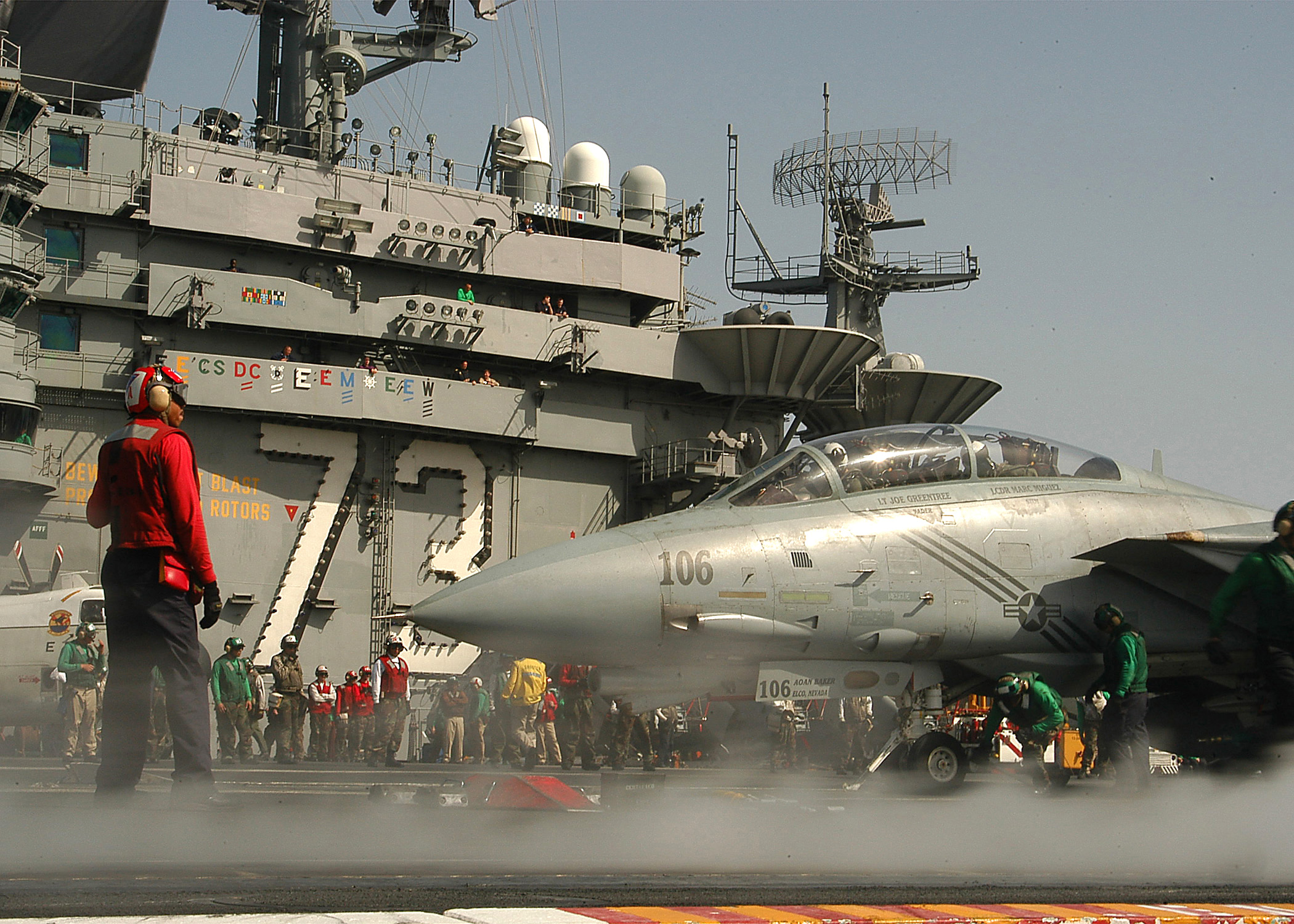
En F-14 Tomcat görs redo för katapultstart ombord på USS George Washington under uppdrag i Indiska oceanen, 23 februari 2004.
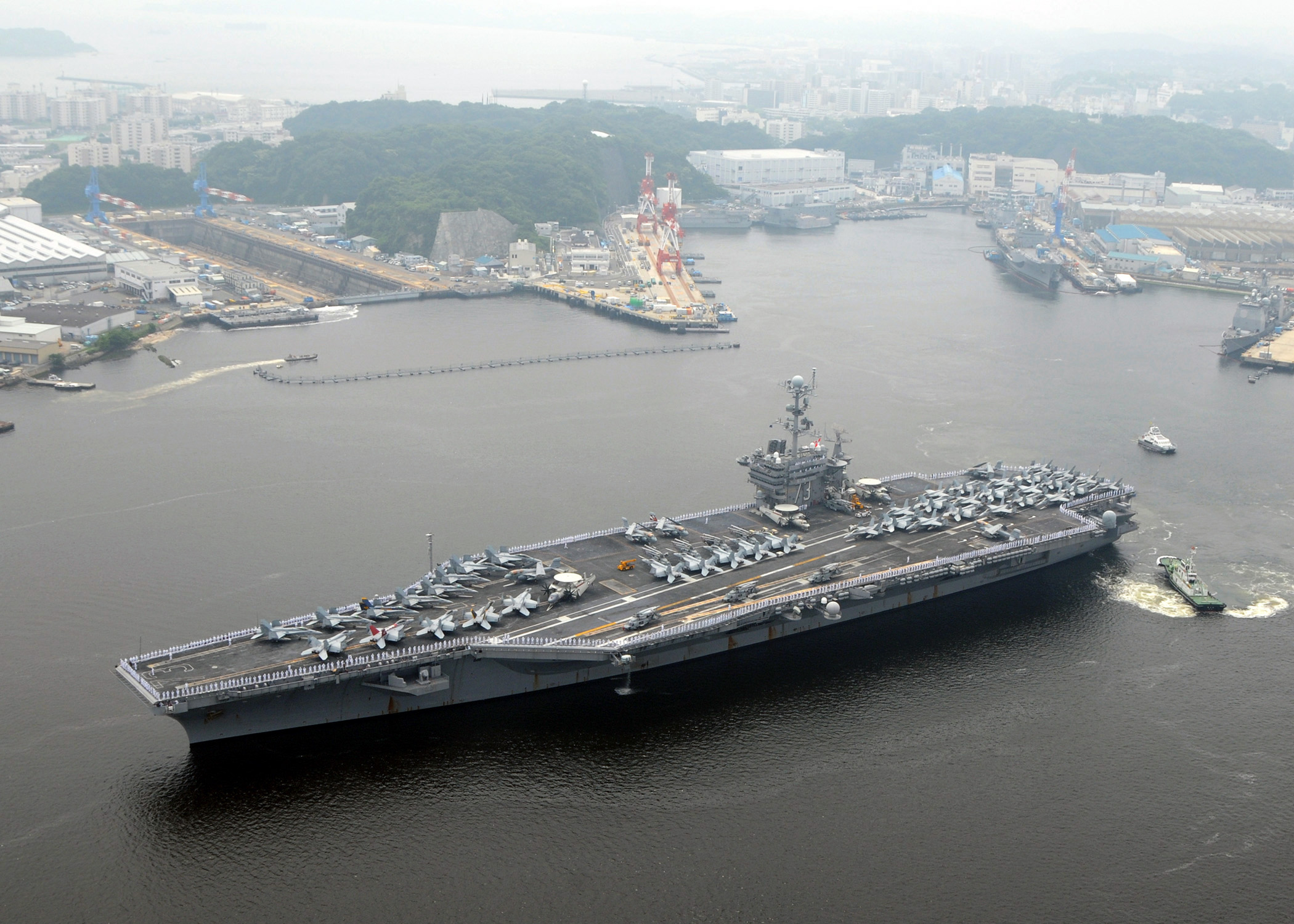
USS George Washington vid örlogshamnen i Yokosuka, 9 juni 2009.